# ملحان
مَلْحَان (الاسم العلمي Halimodendron)، جنس نبات وحيد النوع بري وتزييني من فصيلة البقولية. أعطانه روسيا وجنوب آسيا، وهو يرتبط أرتباطًا وثيقًا بجنس قرغانة. تنبت في رمال الشطوط البحرية. معظمها جنبي وبعضها مشجر. أوراقها مركبة عابلة. ثمارها قرنية، بزورها مفلطحة.